# 612 Veronika
612 Veronika
612 Veronika là một tiểu hành tinh ở vành đai chính. Nó được August Kopff phát hiện ngày 8.10.1906 ở Heidelberg và được đặt theo tên Veronika, tên họ của phụ nữ Đức, và cũng có thể được gợi ý từ 2 chữ VN (Veronika) trong tên tạm thời của nó